# Gandaca butyrosa
Gandaca butyrosa is een vlindersoort uit de familie van de Pieridae (witjes), onderfamilie Coliadinae.
Gandaca butyrosa werd in 1875 beschreven door Butler.